# Seun Ogunkoya
Seun Ogunkoya (* 28. Dezember 1977 in Akure) ist ein ehemaliger nigerianischer Leichtathlet, der sich auf den Sprint spezialisiert hat. Er war Inhaber des Landesrekordes über 100 Meter und wurde über diese Distanz 1996 und 1998 Afrikameister. Auch seine Cousine Falilat Ogunkoya war als Sprinterin aktiv.

## Sportliche Laufbahn
Erste internationale Erfahrungen sammelte Seun Ogunkoya vermutlich im Jahr 1995, als er bei den Juniorenafrikameisterschaften in Bouaké in 10,74 s den vierten Platz im 100-Meter-Lauf belegte und auch über 200 Meter mit 21,11 s auf Rang vier gelangte. 1996 gewann er bei den Afrikameisterschaften in Yaoundé in 10,45 s auf Anhieb die Goldmedaille über 100 Meter. Anschließend nahm er im 200-Meter-Lauf an den Olympischen Sommerspielen in Atlanta teil und schied dort mit 21,00 s im Viertelfinale aus. Daraufhin gewann er bei den Juniorenweltmeisterschaften in Sydney in 10,25 s die Silbermedaille über 100 Meter. Im Jahr darauf schied er bei den Weltmeisterschaften in Sevilla mit 10,33 s im Viertelfinale über 100 Meter aus und 1998 verteidigte er bei den Afrikameisterschaften in Dakar in 9,94 s seinen Titel. Anschließend wurde er beim IAAF Grand Prix Final in Moskau in 10,15 s Vierter, ehe er beim IAAF World Cup in Johannesburg mit neuem nigerianischen Rekord von 9,92 s Zweiter hinter dem Barbadier Obadele Thompson wurde und mit der afrikanischen Auswahl über 4-mal 100 Meter in 38,29 s die Bronzemedaille gewann. 2000 nahm er erneut an den Olympischen Sommerspielen in Sydney teil und kam dort mit 10,72 s nicht über die erste Runde hinaus. Er setze seine Karriere ohne weiteren Meisterschaftsteilnahmen bis 2004 fort und beendete dann seine aktive sportliche Laufbahn im Alter von 26 Jahren.
In den Jahren 1997 und 1998 wurde Ogunkoya nigerianischer Meister im 100-Meter-Lauf.

## Persönliche Bestleistungen
- 100 Meter: 9,92 s (−0,2 m/s), 11. September 1998 in Johannesburg
  - 60 Meter (Halle): 6,52 s, 6. Februar 1998 in Budapest
- 200 Meter: 20,50 s (+0,5 m/s), 16. Juli 1997 in Nizza